# Alina Pätz
Alina Pätz, född 8 mars 1990 i Urdorf, är en schweizisk curlingspelare som representerar det schweiziska landslaget.

## Biografi
Alina Pätz medverkade vid de olympiska vinterspelen 2014 där hon och laget kom på en fjärde plats. Vid de olympiska vinterspelen 2022 kom hon och laget återigen på en fjärde plats. Hon har medverkat i åtta VM-turneringar och nio europamästerskap. I VM har hon tagit sex guld och ett silver och i EM har hon tagit två guld, två silver och två brons.